# Le Monastère
Le Monastère – miejscowość i gmina we Francji, w regionie Oksytania, w departamencie Aveyron. W 2013 roku jej populacja wynosiła 2217 mieszkańców. Przez gminę przepływa rzeka Aveyron. 

## Zabytki
Zabytki w miejscowości posiadające status monument historique:
- opactwo (fr. Abbaye)
- kościół św. Szczepana i św. Błażeja w Le Monastère (fr. Église Saint-Etienne et Saint-Blaise du Monastère)